# Abaddon (zespół muzyczny)
Abaddon – polski zespół grający hardcore punk.

## Historia

### 1982–1987
Grupa powstała w 1982 w Bydgoszczy, założona przez: wokalistę „Wolfa”, gitarzystę Bernarda „Benka” Szarafińskiego, basistę Tomasza „Lutka” Frosta i perkusistę Tomasza „Perełkę” Dorna. Zespół początkowo używał nazwy „Partyzantka Miejska”. Szerszej publiczności zaprezentował się (już jako Abaddon) podczas festiwalu w Jarocinie w 1983 roku. Niedługo potem doszło do zmiany wokalisty: „Wolfa” zastąpił dotychczasowy menedżer zespołu Waldek „Kiki” Jędyczowski. W tym składzie Abaddon grał do 1987, występując m.in. w kolejnych edycjach Jarocina (1984–1985) i „Róbrege”. W 1985 na poltonowskiej składance Fala pojawił się utwór „Kto?”. W tym czasie na jednym ze swoich koncertów muzycy poznali Petera Barbarića, dziennikarza jugosłowiańskiej gazety „Mladina”. Barbarić zaprosił zespół do Jugosławii na występy. Na przełomie wiosny i lata Abaddon zagrał tam minitrasę, składającą się z sześciu koncertów w różnych miastach (dwa razy w Lublanie, raz w Zagrzebiu, Belgradzie i w Izoli). Honoraria za występy członkowie zespołu przeznaczyli na nagranie materiału w lublańskim studiu. Nagrany album zatytułowany Wet za wet ukazał się w 1986 nakładem francuskiego wydawnictwa New Wave Records. W Polsce płyta została wydana dopiero w 1991 roku, tymczasem na składance Jak punk to punk pojawiły się dwa utwory z tej sesji („Wet za wet” i „Kto?”). W 1987 wskutek rozłamu w zespole nastąpił jego koniec. Tomasz Dorn kontynuował granie od 1989 roku w zespole Variété, natomiast Tomasz Frost w latach 1998–2001 był menedżerem toruńskiego zespołu Rejestracja.

### 2001–2005
W 2001 Waldek „Kiki” Jędyczowski i Tomasz Dorn reaktywowali Abaddona z nowymi muzykami: Robertem „Zwierzakiem” Dembczyńskim (gitara) i Władkiem Reflingiem (gitara basowa). Pierwszy koncert po kilkunastoletniej zagrali 1 czerwca w bydgoskim klubie „Wiatraczek”. Później były koncerty w całej Polsce (m.in. z Dezerterem), a także w Berlinie i w Wiedniu. W sierpniu 2003 roku zespół zagrał mini–trasę po Stanach Zjednoczonych występując m.in. w nowojorskim klubie „CBGB”. W 2004 ukazał się drugi album Abaddona zatytułowany Godzina krzywd. W kwietniu 2005 roku muzycy ponownie zawiesili działalność.

## Muzycy
- „Wolf” Mirosław Wolf (ur. 1963 – zm. 2016)[4] – wokal (1982–1984)
- „Benek” Bernard Szarafiński – gitara, wokal (1982–1987)
- „Lutek” Tomasz Frost – gitara basowa (1982–1987)
- „Perełka” Tomasz Dorn – perkusja (1982–1987; 2001–2005)
- „Kiki” Waldek Jędyczowski – wokal (1984–1987; 2001–2005)
- ,,Bolo” Piotr Boleski – gitara basowa (2017–teraz)
- „Zwierzak” Robert Dembczyński – gitara (2001–2005)
- Władysław Refling – gitara basowa (2001–2005)

## Dyskografia

### Albumy
- Wet za wet – LP (New Wave Records 1986), MC (Melissa Records 1993), CD (Pop Noise 2001)
- Godzina krzywd – CD (Lou & Rocked Boys 2004)

### Single
- „Walcz o swoją wolność” – SP (Bydłoszcz Records 1996)
- „Nie do Poznania” – SP (HC PZPR Rercords 1996)

### Kompilacje
- Fala – LP (Polton 1985) – utwór: „Kto?”
- Jak punk to punk – LP (Tonpress 1988) – utwory: „Wet za wet” i „Kto?”
- Był kiedyś Jarocin – MC (GZG Rec. 1998) – utwory: „Kukły” i „Kto?”
- Punks, Skins & Rude Boys NOW!!! vol. 8 – CD (Jimmy Jazz Records 2003) – utwory: „Zamknij się w sobie” i „Zostań bohaterem” (Promo CD)